# Rue de Quéven
La rue de Quéven (en occitan : carrièra de Kewenn) est une voie de Toulouse, chef-lieu de la région Occitanie, dans le Midi de la France.

## Situation et accès

### Description
La rue de Quéven est une voie publique. Elle se trouve dans le quartier des Chalets.
Elle naît perpendiculairement à la rue des Chalets, au niveau du carrefour qui se forme avec le boulevard d'Arcole, dominé par la masse de l'immeuble Citroën. Rectiligne, longue de 128 mètres et large de 8 mètres, elle est orientée au nord-est. Elle se termine au croisement de la rue Claire-Pauilhac, face au no 28.
La chaussée compte une seule voie de circulation automobile à sens unique, depuis le boulevard d'Arcole vers la rue Claire-Pauilhac. Elle est définie comme une zone 30 et la vitesse y est limitée à 30 km/h. Il n'existe pas de piste, ni de bande cyclable, quoiqu'elle soit à double-sens cyclable.

### Voies rencontrées
La rue de Quéven rencontre les voies suivantes, dans l'ordre des numéros croissants (« g » indique que la rue se situe à gauche, « d » à droite) :
1. Rue des Chalets (g)
2. Boulevard d'Arcole (d)
3. Rue Claire-Pauilhac

## Odonymie

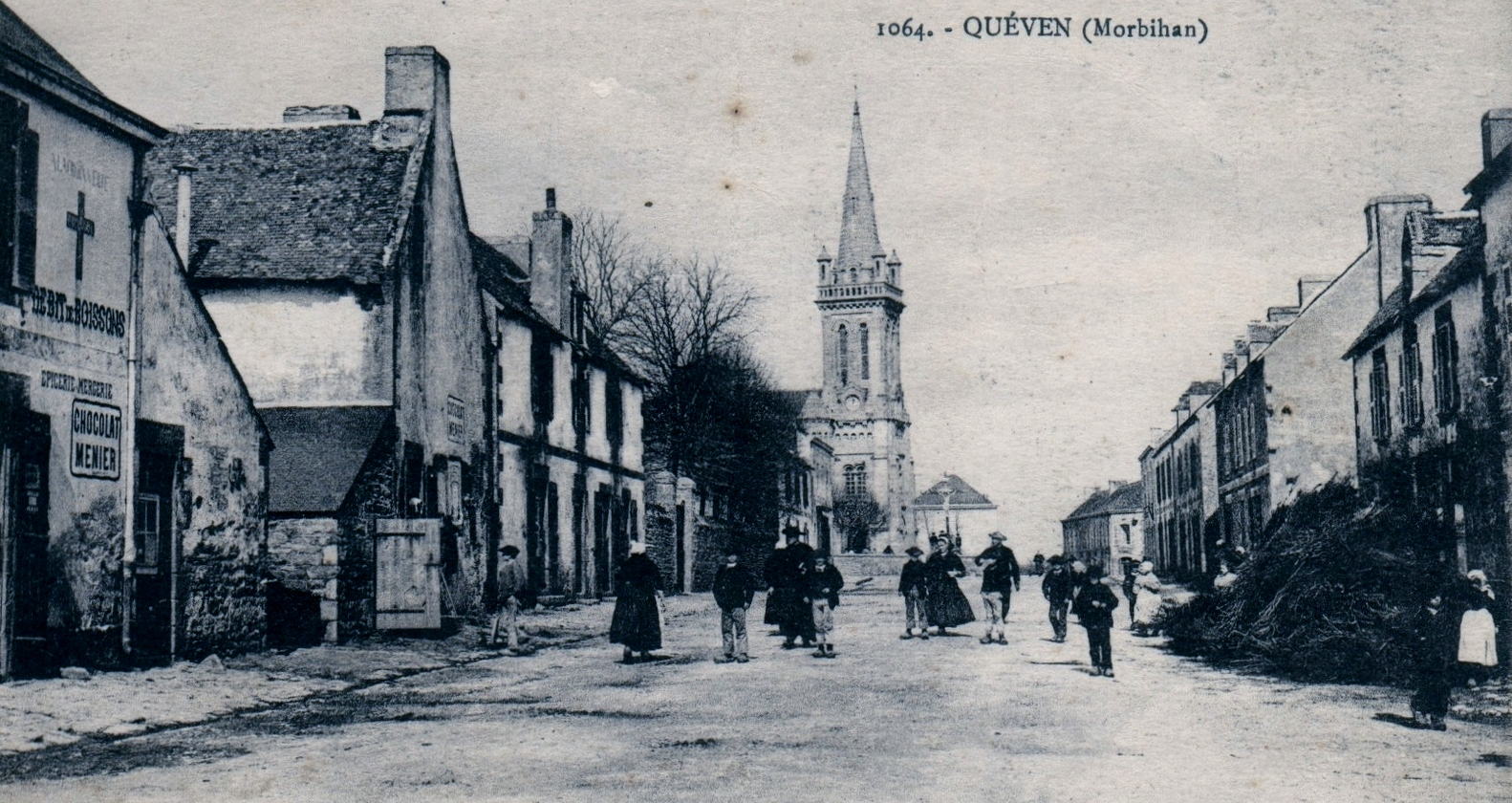
La rue de Lorient (actuelle rue Jean-Jaurès) à Quéven vers 1930.

Le 12 avril 1947, la rue est nommée, par décision du conseil municipal, en hommage à la commune bretonne de Quéven. La commune de Quéven a quant à elle donné le nom de Toulouse à la place de l'Église. Ce choix s'explique par les liens qui, au sortir de la Seconde Guerre mondiale, lient les deux villes et leurs deux maires, Louis Kermabon et Raymond Badiou.
Le 18 août 1944, lors des combats pour la Libération, le bourg de Quéven est incendié et 23 habitants sont tués, dont Yves Diény, médecin, et René Lote, professeur, fusillés par les Allemands. Les combats se poursuivent même jusqu'au 10 mai 1945 autour de la base aérienne de Kerlin Bastard (actuelle base d'aéronautique navale de Lann-Bihoué), occupée par les Allemands. En janvier 1945, la ville de Toulouse accepte la proposition d'adoption de la commune meurtrie : l'accord de parrainage est officialisé le 23 décembre 1945.
Entre 1882 et 1947, la rue avait reçu le nom de Strasbourg, à cause de la proximité du boulevard du même nom.

## Histoire
Au milieu du XIXe siècle, les époux Béteille, Gustave et son épouse, Marie-Louise-Joséphine Girard, possèdent de vastes terrains à l'angle du boulevard d'Arcole et de la rue des Chalets. Ils les font progressivement lotir et tracer plusieurs voies privées pour desservir les nouvelles propriétés : la rue de Verdun en 1864, la rue Saint-Lazare-prolongée (actuelle rue Claire-Pauilhac) et la rue de Quéven en 1873. En novembre 1882, Pierre-Gustave Béteille cède le sol de ces rues à la voirie communale.
Le 13 août 1943, dans le cadre de l'« Opération de minuit », la Gestapo mène une action d’envergure afin de frapper la Résistance toulousaine. Dans la rue de Strasbourg (actuelle rue de Quéven), les Allemands se présentent à la porte de l’appartement d'Albert Curvale (actuel no 3), membre du comité directeur régional du mouvement de résistance Libération-Sud, qui réussit à fuir et à rejoindre plus tard le maquis de Cazères. Son épouse, Yvonne, est conduite au siège de la Gestapo (actuel no 2 rue des Martyrs-de-la-Libération), puis à la prison Saint-Michel. En janvier 1944, elle est déportée via Compiègne au camp de Ravensbrück.

## Patrimoine et lieux d'intérêt
- no  2 : immeuble Citroën.
L'immeuble s'élève à l'angle de la rue de la Concorde. Il est construit entre 1955 et 1957 sur les plans des architectes de l'Atelier des Architectes Associés (3A) – Fabien Castaing, Pierre Viatgé, Michel Bescos et Alexandre Labat, dans un style moderne, caractéristique des constructions de cette période, qui utilise le béton. Haut de seize étages, il est l'un des premiers immeubles de grande hauteur de la ville. Il est aussi l'archétype des « buildings » toulousains, type largement critiqué jusqu'au début du XXIe siècle.
Le rez-de-chaussée est occupé par des locaux commerciaux. L'architecte Paul de Noyers est intervenu pour l'aménagement du garage Citroën, aujourd'hui occupé par l'enseigne Décathlon. Les deux premiers étages sont réservés à des bureaux. Ils s'étirent en deux bandeaux horizontaux aux angles arrondis qui entourent l'immeuble. Par contraste, les quatorze étages supérieurs sont en léger retrait et se développent en suivant des lignes verticales. Ils sont occupés par les logements qui, du T3 au T6, sont tous traversants, profitant de loggias du côté du boulevard et de terrasses à l'arrière. Le dernier étage abrite un grand atelier, ouvert sur les terrasses, dévolu à l'agence des 3A. La façade sur le boulevard alterne les aplats du parement de dalles en gravier lavé, et les creux des loggias[6],[7].

- no  9 : maison Séguier (1884, Joseph Galinier)[8].